# Salix trichocarpa
Salix trichocarpa — вид квіткових рослин із родини вербових (Salicaceae).

## Морфологічна характеристика
Це дерево до 5 метрів заввишки. Молоді гілочки запушені. Листки на ніжках 3–6 мм, запушена; листкова пластинка видовжено-еліптична, 5–8 × 2–3 см, абаксіально білувата, ± волосиста або волосиста вздовж середньої жилки, адаксіально трав'янисто-зелена, край дуже нечітко зубчастий або суцільний, верхівка загострена. Жіноча сережка 6–8 × ≈ 1 см. Жіноча квітка: зав'язь яйцювато-конічна, запушена. Коробочка вузько-яйцювато-конічна, до 5 мм.

## Середовище проживання
Ендемік Тибету. Населяє гірські долини; на висотах ≈ 3200 метрів.